# Minsener Oog

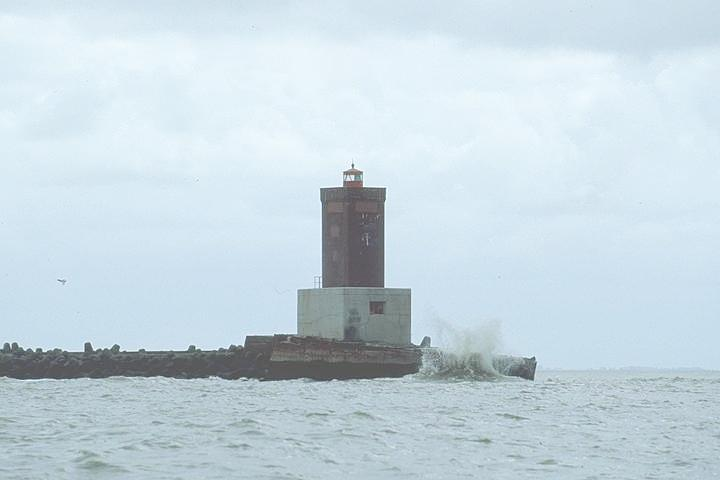
Far Minsener Oog

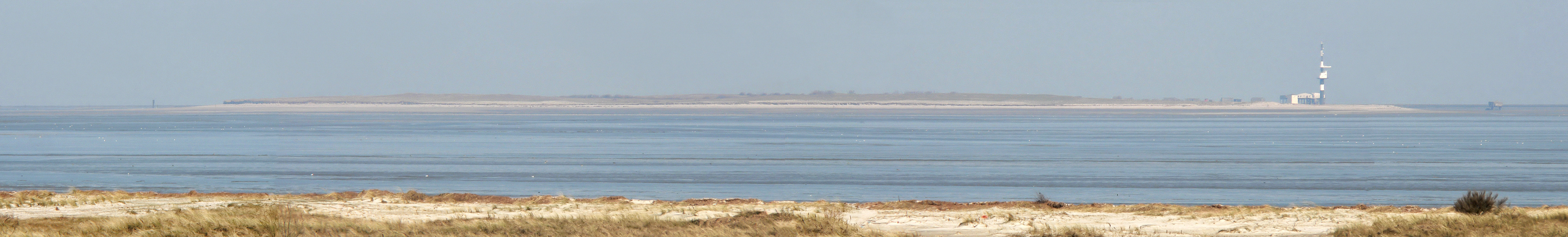
Minsener Oog

Minsener Oog este una dintre Insulele frizone orientale în Marea Nordului și aparține de landul Saxonia Inferioară, Germania. Insula este creată artificial și nelocuită. Aparține comunei Butjadingen în districtul Wesermarsch. Este situată aproape 2 km oriental de Wangerooge și 4 km în directie nordică de continent. Are o lungime de 4,5 km în direcția nord-sud și o lațime de 1,5 km.
Insula este considerată una dintre cele mai însemnate domenii de cercetari pentru institutul de Ornitologie. Toată insula este o reservație naturală. În vară sînt oferite excursie pe jos prin zona tidală din comuna Schillig, care se află pe uscat, pînă la insula. 

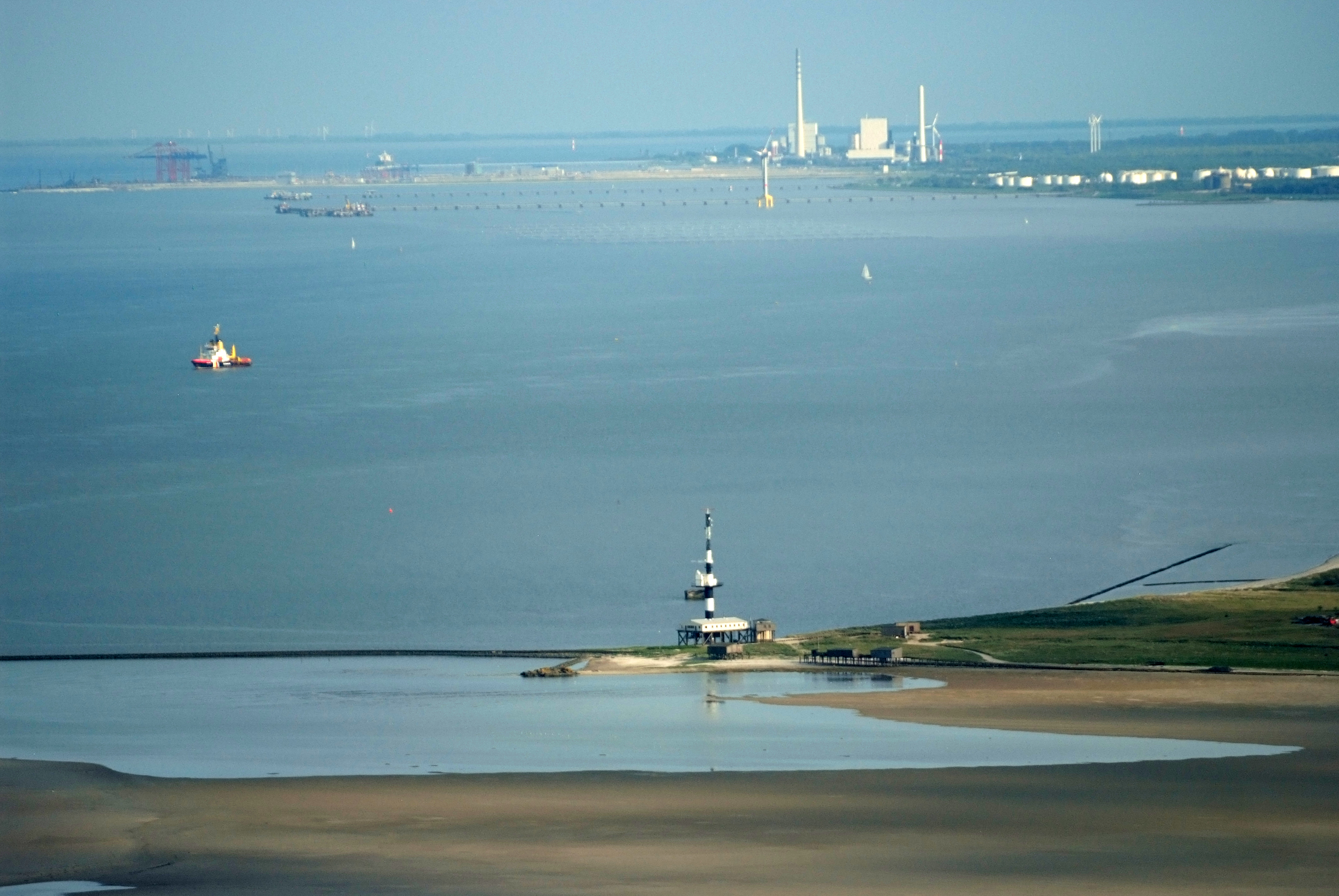
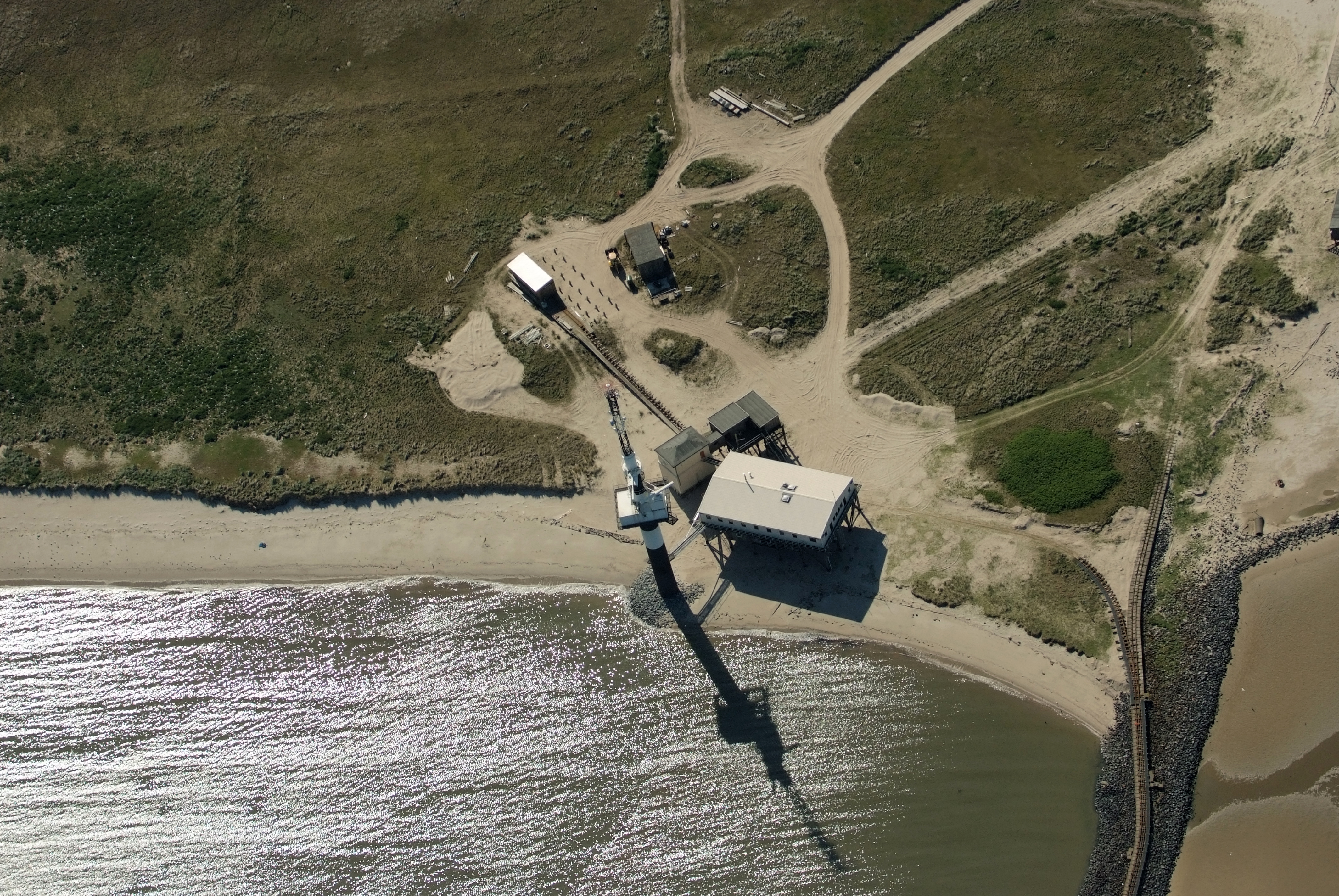
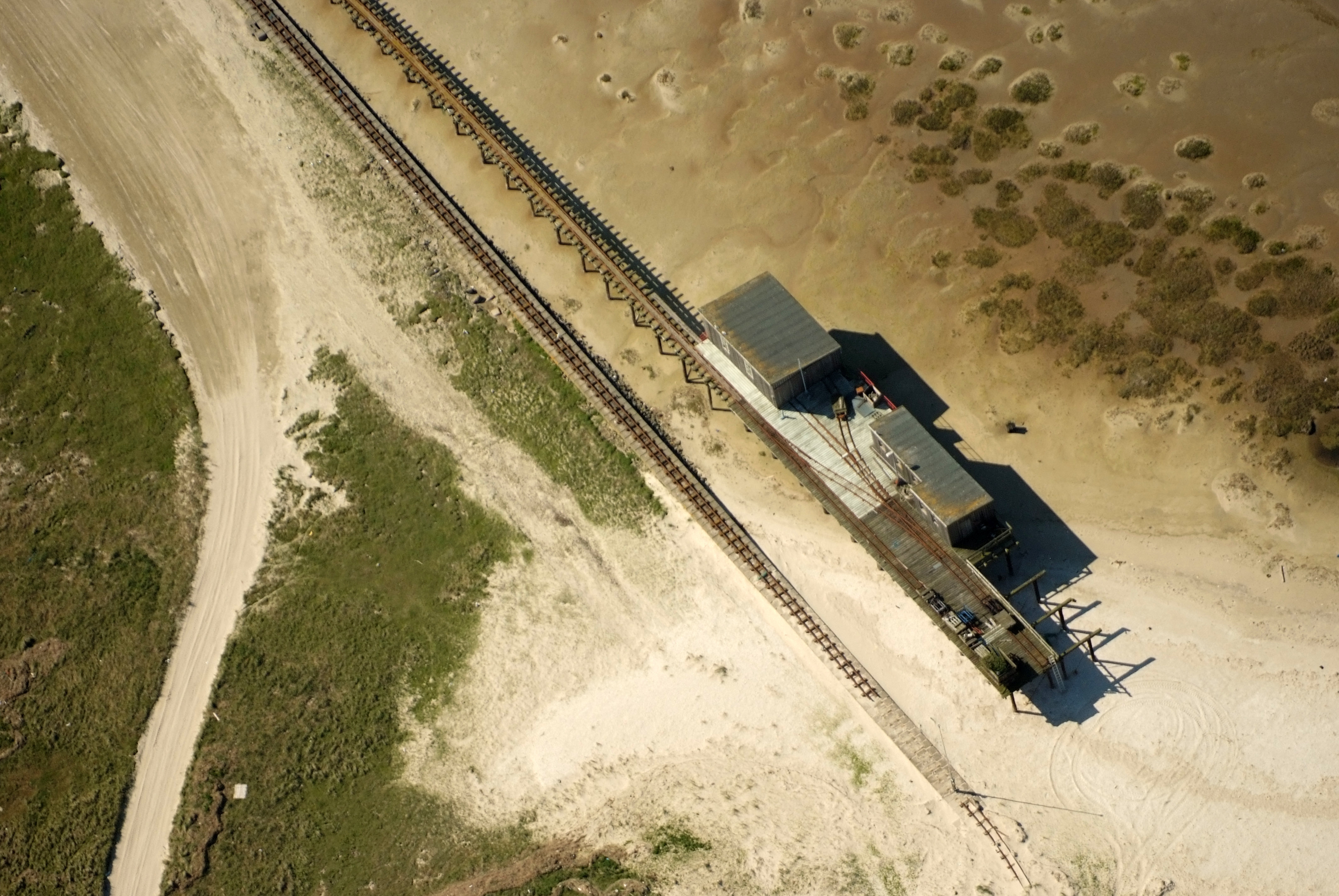
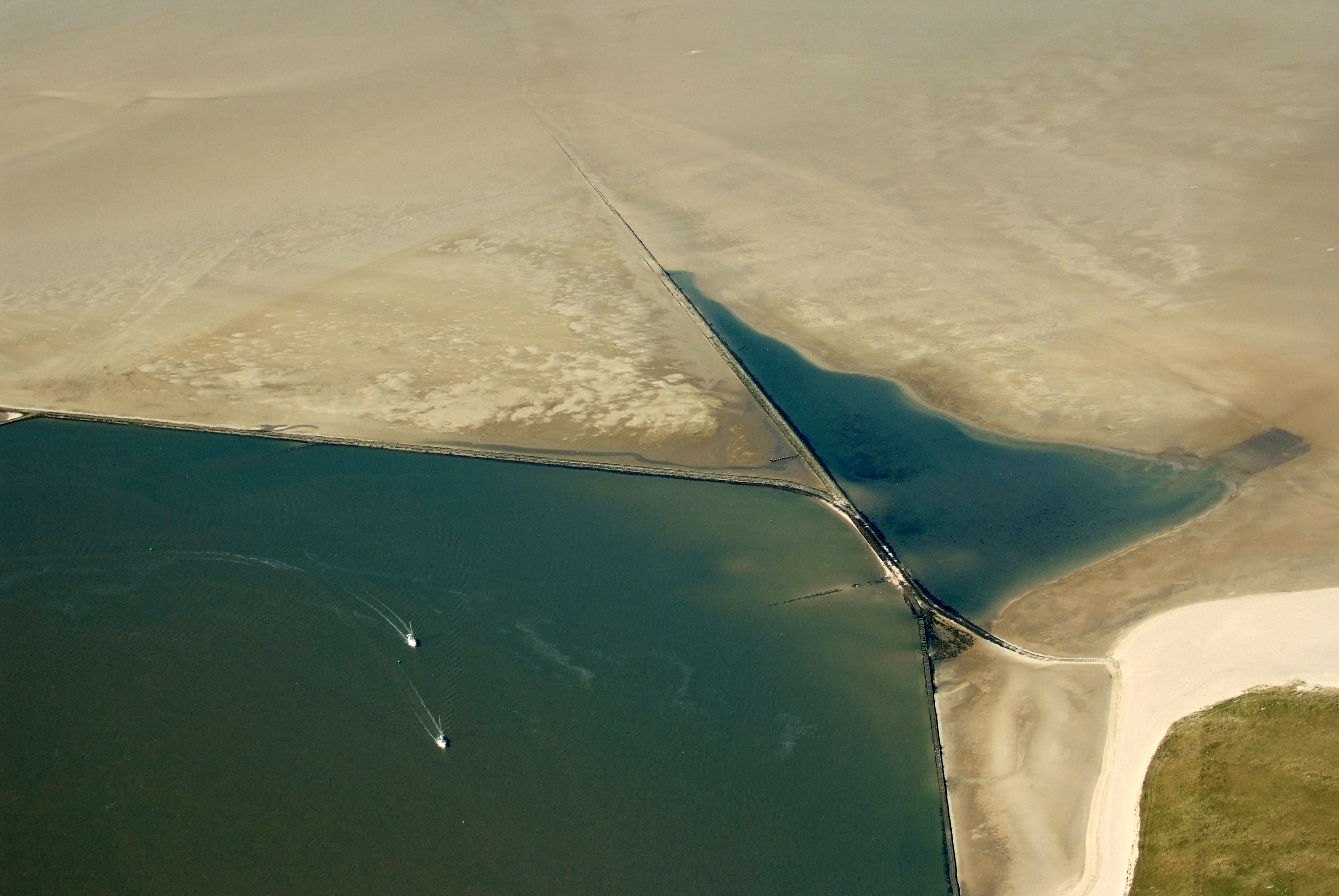